# Frederik Peeters
Frederik Peeters (Ginebra, Suïssa, 14 d'agost de 1974) és un dibuixant i guionista suís de còmics. Va destacar l'any 2001 després de la publicació de la seva obra dedicada al VIH Pilules Bleues , és un dels autors suís contemporanis més reconeguts . També és conegut per les seves sèries de ciència-ficció Lupus (2003-2006), Koma (2003-2008) i  'Aâma (2011-2014), pel qual va guanyar el Premi Sèrie al festival d'Angoulême 2013.
Frederik Peeters és un dels autors suïssos més influents: Le Soir el descriu com: un prodigi de la nova generació suïssa d'autors de còmics. i Le Figaroel cita com: un dels autors més dotats de la seva generació..

## Biografia
Peeters es va llicenciar en comunicació visual a l'École Supérieure d'Arts Appliqués de Ginebra el 1995, la seva ciutat natal. Amb 26 anys dibuixava per a diaris, empreses i associacions. Després va treballar com a manipulador d'equipatges durant tres anys abans de treballar en còmics. L'any 1997 va publicar el seu primer còmic, titulat Fromage et Confiture i editat per l'editorial suïssa Atrabile, així com Comment rigoler avec vos amis (B.ü.L.b comix) i després va signar Brendon Bellard per a les edicions Atrabile l'any següent. Paral·lelament, va participar en revistes de còmics.
El 2001 va publicar el còmic Les Miettes, amb guió l'autor de còmics suís Ibn Al Rabin, publicat per Drozophile; tanmateix, aquest àlbum no agrada a l'editor. A proposta d'un amic, va escriure una novel·la gràfica autobiogràfica: Pilules Bleues. Explica la seva història d'amor amb la Cati, seropositiva i mare d'un fill que també és VIH positiu. Aquesta obra és llavors l'única, després de Jo, que evoca obertament el VIH. El llibre va rebre una acollida crítica molt favorable; ha passat per unes dotze reedicions i és objecte d'una adaptació remarcada pel canal Arte, amb el mateix títol. L'artista es declara bastant satisfet amb el resultat. L'octubre de 2013 es va publicar una versió ampliada de l'obra.
El 2002 l'editorial francesa L'Association va editar el còmic Conatellation. El mateix any, va rebre el premi de còmic Töpffer de la ciutat de Ginebra i va obtenir una nominació al Festival del Còmic d'Angulema per Pilulles Bleues.
El 2003 va treure al mercat dues noves sèries: Lupus, editada per Atrabile; i Koma en col·laboració amb el guionista i dibuixant Pierre Wazem, editada per l'editorial francesa Les Humanoïdes Associés.
Després d'haver obtingut 4 nominacions al Festival del Còmic d'Angulema, finalment el 2007 va rebre un premis pel quart volum del còmic Lupus. L'any següent, va repetir premi per RG 1, Riyad-sur-Seine amb Pierre Dragon com a guionista.

## Publicacions
- Fromage Confiture, Atrabile, 1997.
- Brendon Bellard, Atrabile, 1997.
- Comment rigoler avec vos amis, B.ü.L.b comix, 1997.
- Pilules bleues, Atrabile, 2001.
- Les Miettes, guió de Ibn Al Rabin, Ed. Drozophile, 2001.
- Friture, amb Ibn Al Rabin i Andréas Kündig, Editions Me Myself, 2002.
- Constellation, Ed. L'Association (Col. Mimolette), 2002.
- Koma, guió de Pierre Wazem, Ed. Les Humanoïdes Associés:
- # La Voix des cheminées, 2003.
- # Le Grand Trou, 2004.
- # Comme dans les Westerns, 2005.
- # L'Hôtel, 2006.
- # Le Duel, 2007.
- # Au commencement, 2008.
- Lupus, Atrabile (Col. Bile Blanche):
- # Lupus 1, 2003.
- # Lupus 2, 2004.
- # Lupus 3, 2005.
- # Lupus 4, 2006.
- Onomatopées, Cadrat, 2004.
- Le début de la fin, B.ü.L.b. Comix, 2005.
- Clic... sur ton futur!, diversos autors (Tom Tirabosco, Anna Sommer, Noyau, Hélène Becquelin), EPFL, 2005.
- Pax ! - Savoir vivre ensemble à l'école, diversos autors (Tom Tirabosco, Pierre Wazem, Kalonji, Ambroise H, Peggy Adam, Albertine Zullo, Guillaume Long, Nicolas Robel, Alex Baladi, Frédéric Bott), Jeune Chambre Economique de Genève, 2006.
- RG, coguionista Pierre Dragon, Gallimard (Col. Bayou):
- # Riyad-sur-Seine, 2007.
- # Bangkok-Belleville, 2008.
- Paroles Sans Papiers, Collectif, Delcourt, 2007.
- Ruminations, Atrabile (Coll. Fiel), 2008.
- Pachyderme, Gallimard, 2009.
- Château de sable, Atrabile, 2010.
- Aâma, Gallimard:
- # L'Odeur de la poussière chaude, 2011.
- # La Multitude invisible, 2012.
- # Le désert des miroirs, 2013.
- # Tu seras merveilleuse, ma fille, 2014.
- Le jour ou ça bascule, Les Humanoïdes Associes 2015. Diversos autors (Paul Pope, Ediie Campbell, Naoki Urasawa, Atsushi Kaneko, Taiyou Matsumoto, Bastien Vivés, John Cassaday, Bob Fingerman, Emmanuel Lepage)
- L'odeur des garçons affamés, Casterman, 2016.
- L'home gribouillé, Delcourt, 2018.
- Oleg, Atrabile 2021.
- Saint - Elme, guionista Serge Lehman. Delcourt.
- # La vache brûlée, 2021.
- # L'avenir de la famille, 2022.
- # Le Porteur de mavaises nouvelles, 2022.

## Premis
- 1995: Premi del concurs «Nouveaux Talents» del Festival Internacional de Còmic de Sierre.
- 2001: Premi Töpffer pel còmic novell de Ginebra (premi entregat per la ciutat de Ginebra) per Pilules bleues.
- 2002: Nominació al premis al millor àlbum Festival del Còmic d'Angulema per Pilules bleues.
- 2004: Nominació al premis al millor àlbum Festival del Còmic d'Angulema per Lupus 1.
- 2005: Nominació al premis al millor àlbum Festival del Còmic d'Angulema per Lupus 2.
- 2006: Nominació al premis al millor àlbum Festival del Còmic d'Angulema per Lupus 3.
- 2007: Elegit com un dels Essentiels d'Angoulême al Festival del Còmic d'Angulema per Lupus 4.
- 2008: Elegit com un dels Essentiels d'Angoulême al Festival del Còmic d'Angulema per RG 1.
- 2012: Premi de còmic de Point per la sèrie Aâma.
- 2013 : Premis a la millor sèrie del Festival del Còmic d'Angulema de 2013 per la sèrie Aâma.
  - Grand Prix de l'Affiche al festival Quai des Bulles.